# Centre cívic
Un centre cívic es un espai públic, obert a tothom amb unes característiques estructurals i funcionals definides, on es desenvolupen diverses activitats ciutadanes, per la dinamització sociocultural i l'acció comunitària.
Estan destinats a l'ús públic, i de prestar serveis personals i a entitats per impulsar la realització d'activitats que tinguin per objecte el desenvolupament social, cultural, esportiu, de lleure i promoure l'associacionisme i la participació ciutadana en general.
En un centre cívic es poden fer exposicions, cursets, tallers, representacions teatrals, etc.
Els centres socials van néixer a Anglaterra (assentaments) a finals del segle xix per iniciativa del pastor protestant Samuel Barnett i la seva dona al barri pobre de Whitechapel.